# Незміренний (роман)
«Незміренний» (англ. Vast) — науково-фантастичний роман американської письменниці Лінди Наґати, який входить до серії «Нанотехнологічна спадщина».

## Сюжет
Головні герої «Незміренного» — екіпаж та пасажири Нульового кордону, які рятуються від інопланетянина Чензема. Він, використовуючи «культовий вірус» та іншу, звичнішу зброю, знищив значну частину заселеного людьми простору, залишивши жителів Нульового кордону, щоб спробувати розповісти для чого Ченземе так вчинив.
Незважаючи на те, що «Незміренний» окремий роман, у ньому пристутні посилання на «Виробника бору», «Технологічного раю» та «Благородний обман», насамперед у вигляді двох спільних технологічних нововведень: передових нанотехнологій та «привидів», назви, яка дається електронно збереженим людським спогадам та особистостям.

## Значення та відгуки
Сайт Наукової фантастики (англ. SF Site) надав роману позитивну оцінку, відзначаючи рівновагу між відносно прямолінійною сюжетною схемою та складною взаємодією персонажів.
Джон Клют на сторінках «Енциклопедії наукової фантастики» охарактеризував «Благородний обман» (який містить «Благородний обман» та «Незміренний») як «надзвичайно складну казку», Клют порівнює її з роботою Олафа Стейплдона та Ларрі Нівена.
«Аластер Рейнолдс» охарактеризував «Незміренний» як «одну з найприємніших НФ (науково-фантастичних) книг, яку я [про]читав за останні 12 років», і зазначив його вплив на його власні романи, зокрема на «Викупний ковчег» та «Будинок Сонць».